# ГЕС Комакі
ГЕС Комакі (小牧発電所) – гідроелектростанція в Японії на острові Хонсю. Знаходячись між ГЕС Сояма/Шін-Сояма (вище по течії) та ГЕС Окамі (14 МВт), входить до складу каскаду на річці Shō, яка на захід від міста Тояма впадає до затоки Тояма (Японське море). 

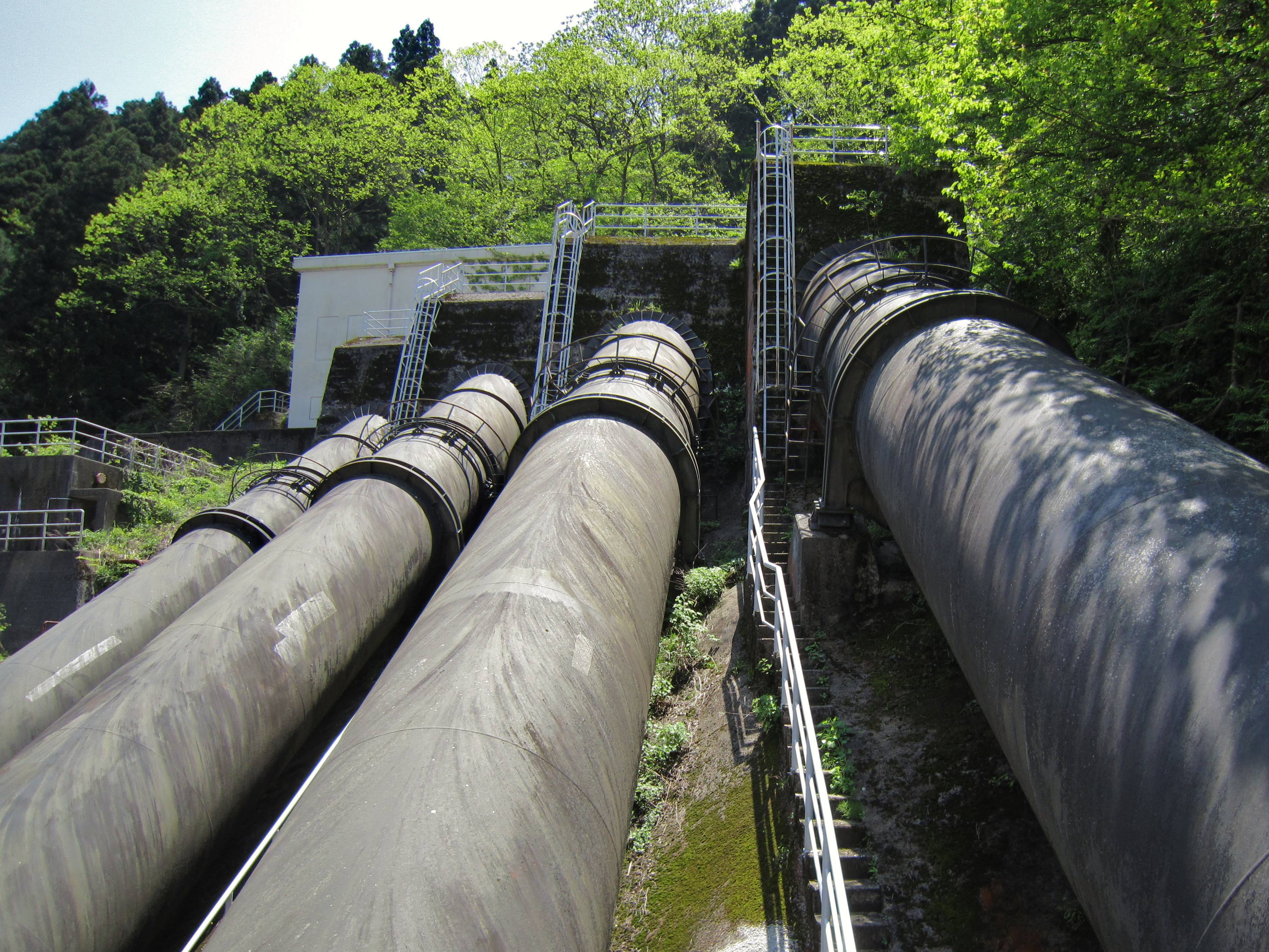
Напірні водоводи станції

В межах проекту річку перекрили бетонною вигнутою греблею висотою 79 метрів та довжиною 301 метр, яка потребувала 289 тис м3 матеріалу. Вона утримує водосховище з площею поверхні 1,45 км2 і об’ємом 38 млн м3 (корисний об’єм 18,9 млн м3). 

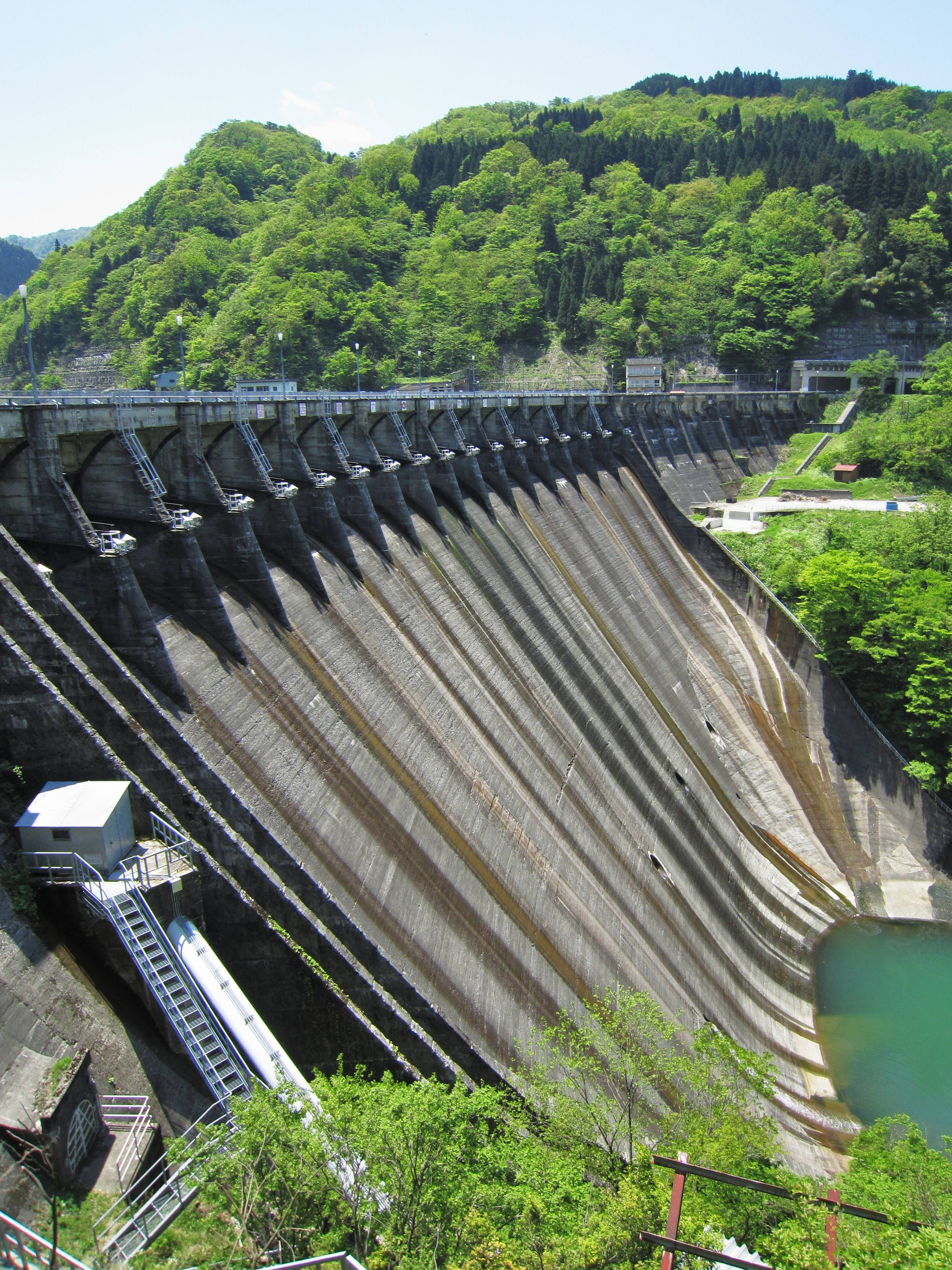
Гребля Комакі

Зі сховища під лівобережним масивом прокладено дериваційний тунель довжиною 1,2 км з діаметром 6,6 метра, який переходить у чотири напірні водоводи довжиною по 0,21 км зі спадаючим діаметром від 3,4 до 2,4 метра. Крім того, в системі працює вирівнювальний резервуар висотою 46 метрів з діаметром 21 метр.
Основне обладнання станції становлять чотири турбіни типу Френсіс загальною номінальною потужністю 82,2 МВт (їх сукупний максимальний показник досягає 90,2 МВт). Гідроагрегати використовують напір у 68 метрів.